# Antoine de Jussieu
Antoine de Jussieu (n. 6 iulie 1686, Lyon, Regatul Franței – d. 22 aprilie 1758, Paris, Regatul Franței) a fost un naturalist, botanist și medic francez, frate mai mare al lui Bernard de Jussieu și unchiul lui Antoine-Laurent. El a experimentat între altele despre efectul anumitor plante împotriva dizenterieei respectiv febrei. Abrevierea numelui său în cărți științifice este Ant.Juss..

## Biogragie

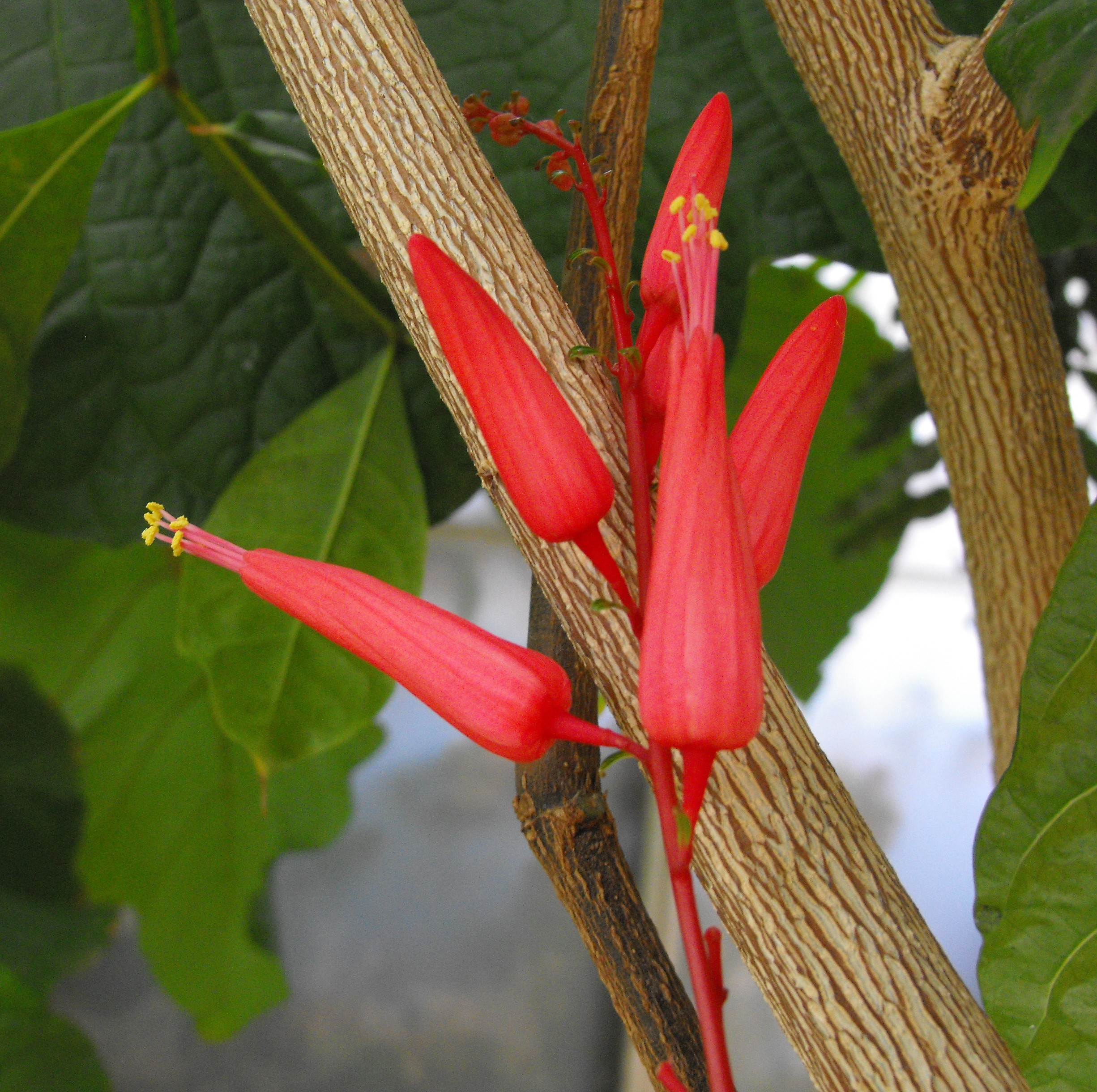
Quassia amara

Antoine, al doilea fiu din șase copii al medicului și propetarului unei farmacii Laurent de Jussieu (1651–1718) și a soției sale Lucie Cousin, a studiat și absolvit medicina la Montpellier. Deja în 1709 a fost numit - la recomandarea lui Guy-Crescent Fagon (n. 11 mai 1638 – d. 11 martie 1718), botanist și medic personal al regelui - următor al celebrului Joseph Pitton de Tournefort (în 1719 a publicat o ediție nouă și revizuită, cu o anexă, al lucrării lui Joseph Pitton de Tournefort, Institutiones rei herbariæ) ca superintendent la Jardin du Roi din Paris (după ce Antoine-Tristan Danty d’Isnard a avut funcția pentru puține luni) și în 1710 profesor de botanică. Promovarea acestui medic tânăr de 24 de ani, și nu al deja celebrului Sébastien Vaillant, deci neaparținând Facultății de la Paris, a provocat multe gelozii. Antoine a strălucit cu demonstrațiile sale științifice în limba franceză, care au atras mulți oameni. Pe un afiș din această epocă, păstrat în muzeul grădinii, se declară că intrarea cu sabie și baston este interzisă.

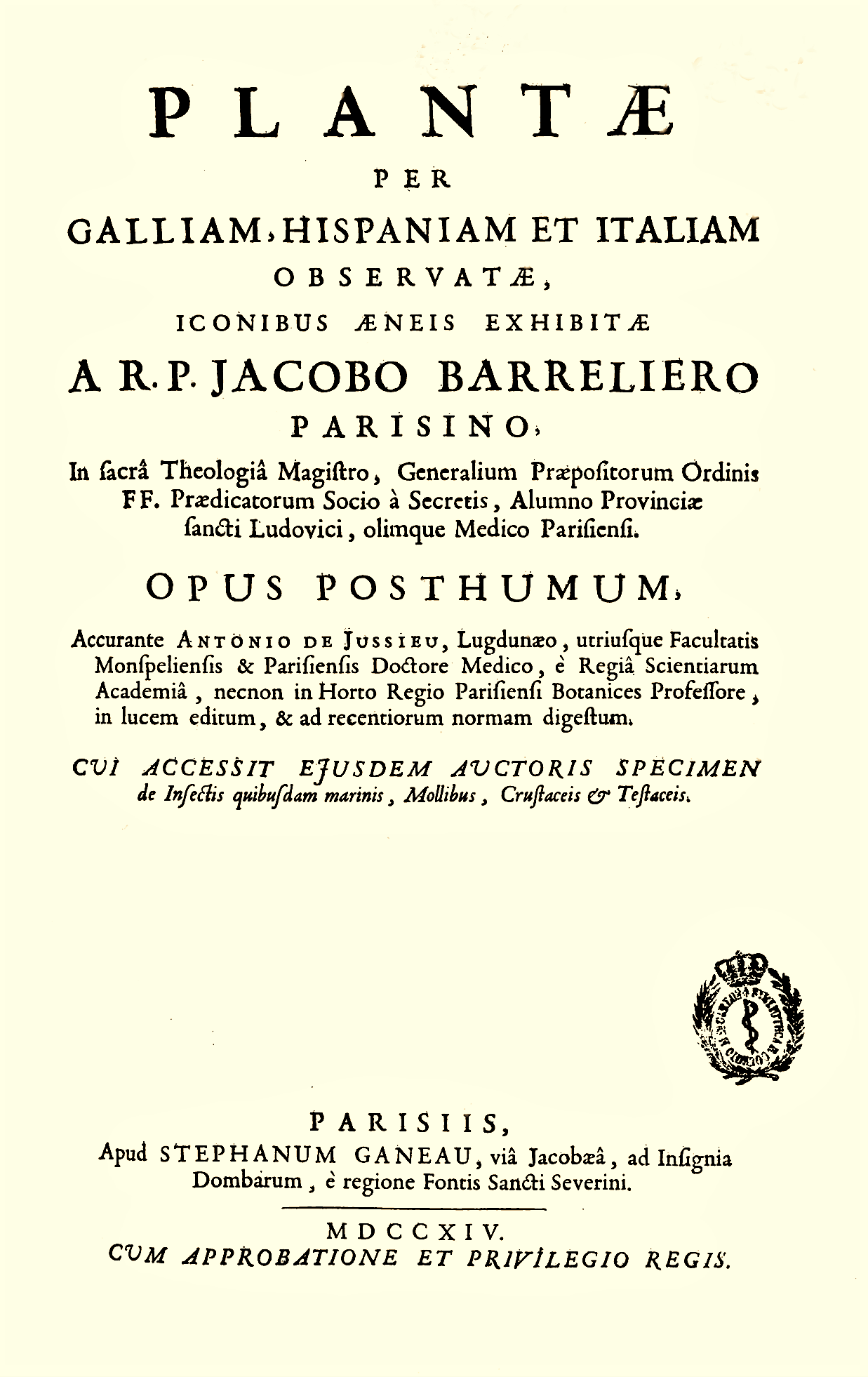
Plantae per Galliam

La 1 august 1712 a fost ales membru al Academiei Franceze de Științe. Imediat după alegere, Antoine a întreprins numeroase expediții, între altele în Languedoc și Provence, iar în 1716 a fost trimis de către Egumenul Jean-Paul Bignon (n. 19 septembrie 1662 – d. 14 martie 1743), pe atunci președintele Academiei de Științe, pe Peninsula Iberică pentru a studia flora și a aduna plante pentru grădina regală. El a fost însoțit de fratele său mai tânăr Bernard. În Spania a avut onoarea să fie primit de Prințul de Asturia Ferdinand de Bourbon și Savoia care l-a invitat pentru câteva zile la Madrid și în Escorial, dorind  să-i trimită un raport despre călătoriile sale. El a fost însoțit de fratele său mai tânăr Bernard. Revenit, a ținut cursuri în medicină la Universitatea din Paris. Funcția sa ca docent de medicină l-a îndrumat să scrie Traité des vertus des plantes (Tratat despre puterea de vindecare a plantelor) care însă a fost publicată de abia postum în 1771 de către Pierre L. Gandoger de Foigny. În plus, Jussieu a întreținut o practică medicală mare, acordând multă atenție la săraci. Mai departe s-a dedicat introducerii și aclimatizării de plante din întreaga lume, dar mai ales din coloniile franceze (ca de exemplu Canada, Indiile de Vest, Reunion, Antile sau Senegal) pe care le primea de la corespondenții săi.
Mai înainte, deja în 1714, Jussieu a achiziționat 334 de plăci cu 1324 de imagini create de Jacques Barrelier (1606-1673), unui savant și dominican francez, care au rezistat unui incendiu, manuscrisul despre o istorie de plante, intitulată Mundi Hortus sau Botanicus Orbis fiind ars. El aranjat plăcile pentru publicare și a alcătuit textul însoțitor. Cartea a apărut sub titlul Plantae per Galliam, Hispaniam et Italiam observatae.
În 1718 savantul a interpretat ca unul dintre primii naturaliști urmele găsite în minele de cărbune din Lyon, ca fosile de pteridofite. Mai departe a recunoscut că amoniții aparțin faunei și nu florei și a scris despre folosirea de cremene prin triburi preistorice. În același an a fost ales membru străin al Royal Society la referința botanistului și medicului irlandez Sir Hans Sloane (n. 16 aprilie 1660 – d. 11 ianuarie 1753) și scurt timp mai târziu a fost numit membru al Academiei de Științe din Berlin.  
Dubla specializare a savantului a făcut posibil cercetări în aplicabilitatea diferitelor specii de plante ca medicament. Astfel, tot în 1718, a început să folosească în practica sa medicinală ca primul scoarța unui arbore înrudit cu Quassia amara (Cortex Simarubæ), trimisă pentru prima dată de iezuitul Soleil din Cayenne la Paris (1713). Mulți ani mai târziu, Antoine de Jussieu a scris un articol mai mare în Memoires, jurnalul oficial al Academiei Franceze de Științe, despre efectivitatea combaterii de diaree violente și dizenterie, cu extractele acestei scoarțe (1729) și Linné a denumit după el planta Simaruba Jussiæi. Mai departe a folosit deja chinina extrasă din scoarța lui Cinchona officinalis împotriva febrei.
După ce a dovedit că constituenții nu verzi ai lichenilor sunt de atribuit ciupercilor, Antoine de Jussieu a subliniat, necesitatea creării unei clase separate de plante pentru ciuperci și licheni sub denumirea Plantae fungosae publicat în Histoire de l'Académie royale des sciences din 1728.
Memoires ale Academiei Franceze conțin mai departe articole semnate de Jussieu despre anatomia umană, zoologia, paleontologia și mineralogia. Faimosul om de știință elvețian Albrecht von Haller (1708-1777) a enumerat douăzeci de lucrări botanice, ale lui Jussieu (printre care Descriptio et icon Coffeæ din 1713 are valoare istorică) în volumul 2 al operei sale Bibliotheca botanica qua scripta ad rem herbariam facienta a rerum initiis recensentur din 1772.
În ultimii ani ai vieții sale s-a retras din științe, practicând, deja slăbit, dar totuși cu mult zel ca medic pentru săracii orășeni și țăranii cu mare generozitate și caritate creștină. După moartea lui cauzată unui Accident vascular cerebral oamenii i-au mulțumit „cu eglogele, regretele și lacrimile lor”, cum a menționat un cronicar.

## Onoruri
Savantul a fost membru multor academii și societăți științifice, între altele:
- Membru al Academiei de Științe din Berlin
- Membru al Academiei Franceze de Științe
- Membru străin al Royal Society
- Carl von Linné a denumit după el planta Simaruba Jussiæi.
- Botanistul scoțian William Houstoun (1695-1733) a denumit în onoarea lui precum a fraților săi Bernard și Joseph (n. 3 septembrie 1704 – d. 11 aprilie 1779) un gen de plante Jussieva. Dar Carl von Linné l-a transferat la Jatropha, [19] amintind pentru aceasta la frații savanți cu genul Jussiaea  care face parte din familia Onograceæ și include aproximativ treizeci și șase de specii tropicale, mai ales din America de Sud.[20]
- * Mai multe străzi comunale au fost denumite după el, de exemplu la Béziers,[21] Saint-Nazaire,[22] Ploeren[23] sau Brive-la-Gaillarde.[24]
- Campus Universitaire de Jussieu, denumit astfel în onoarea familii renumite de botanici din secolele XVII-XIX, a fost instituit în 1951 și redeschis după renovare la 29 septembrie 2016 de către președintele Franței François Hollande. El este un campus de învățământ superior situat în arondismentul V din Paris, fiind complexul principal al Universității Pierre și Marie Curie Universitatea (Paris VI).[25][26]

## Publicații (selecție)

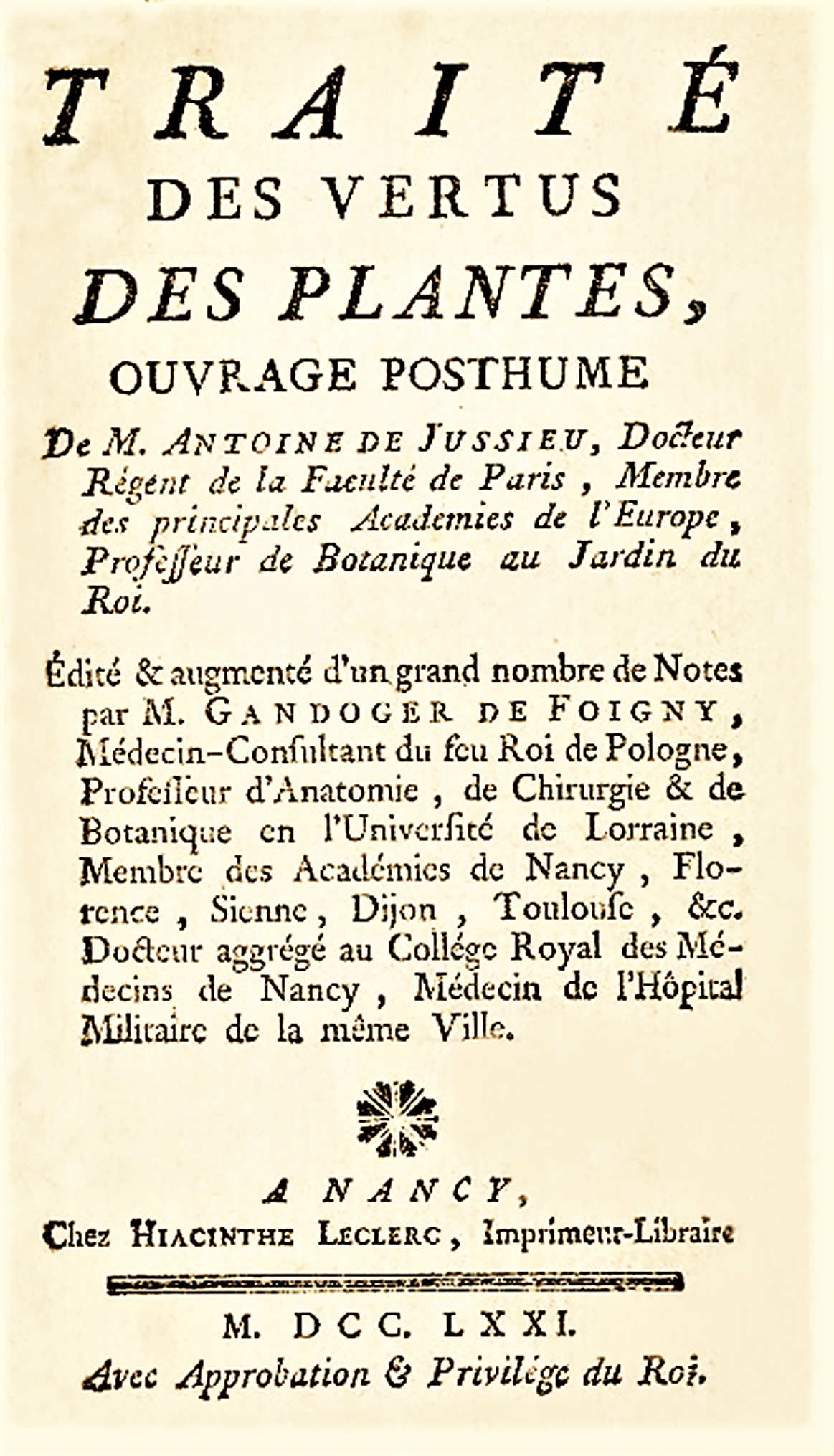
Traite des vertus des plantes

- Descriptio et icon Coffeæ, în: Histoire de l'Académie royale des sciences, Année 1713, Paris 1739, p. 291-299
- Jacques Barrelier, Antoine de Jussieu: Plantæ per Galliam, Hispaniam et aliam observatæ cu 334 de plăci (prelucrare și reeditare), Editura Stephan Ganeau, Paris 1714
- Examen des causes des Impressions des Plantes marquées sur certaines Pierres des environs de Saint-Chaumont dans le Lyonnais, în: Histoire de l'Académie royale des sciences, Année 1718, Paris 1749, p. 287-297
- Discours sur le progrès de la botanique au Jardin royal de Paris: suivi d'une introduction a la connoissance des plantes, prononcez a l'ouverture des demonstrations, Editura Etienne Ganeau, Paris 1718
- Josephi Josephi Pitton Tournefort Aquisextiensis, doctoris medici Parisiensis ... Institutiones rei herbariae, 3 volume, Editura Typographia regia, Paris-Lyon 1719
- Reflexions sur plusieurs observations concernant la nature du Gyps, în: Histoire de l'Académie royale des sciences, Année 1719. Paris 1721, p. 82-93 .
- The Analogy between Plants and Animals, drawn from the Difference of their Sexes, în: Richard Bradley: A Philosophiocal Account of the Works of Nature, Londra 1721, p. 25-32
- Recherches Physiques sur les Petrifications qui se trouvent en France de diverses parties de Plantes et d'Animaux étrangers, în: Histoire de l'Académie royale des sciences, Année 1721, Paris 1723, p. 69-75
- Supplement Au Memoire intitulé Recherches Physiques sur les Petrifications qui se trouvent en France de diverses parties de Plantes et d'Animaux étrangers. în: Histoire de l'Académie royale des sciences, Année 1721, Paris 1723, p. 322–324
- De l'origine et de la formation d'une forte de pierre figurée que l'on nomme Corne d'Ammon, în: Histoire de l'Académie royale des sciences, Année 1722, Paris 1724, p. 235-243
- Observations sur quelques Ossements d'une Téte d'Hippopotame, în: Histoire de l'Académie royale des sciences, Année 1724, Paris 1726, p. 209-215
- De la nécessité des observations à faire sur la nature des champignons; & la description de celui qui peut être nommé Champignon-Lichen, în: Histoire de l'Académie royale des sciences, Année 1728, Paris 1753, p. 268-272
- De la nécessité d'établir dans la Méthode nouvelle des Plantes une classe particulière pour les Fungus, à laquelle doivent se rapporter non seulement les Champignons, les Agarics, mais encore les Lichen... , Editura Imprimerie royale, Paris 1730, p. 377-383
- Traité des vertus des plantes , Editura Merlin, Nancy 1771 ed. postum de Pierre L. Gandoger de Foigny)